# Europa Verde
Europa Verde, ufficialmente Europa Verde - Verdi, è un partito politico ambientalista italiano. Il suo portavoce e leader è Angelo Bonelli, leader di lunga data della Federazione dei Verdi.
È stata istituita originariamente come lista elettorale in funzione delle elezioni europee del 2019. I suoi soci fondatori sono stati la Federazione dei Verdi, Possibile, Green Italia e i Verdi del Sudtirolo/Alto Adige. In seguito, il cartello elettorale è stato riproposto in diverse elezioni regionali e locali. Diviene a tutti gli effetti partito politico il 10 luglio 2021, come trasformazione della Federazione dei Verdi e a seguito dell'Assemblea costituente svoltasi a Chianciano Terme.
Da luglio 2022 è alleato con Sinistra Italiana nella federazione politica Alleanza Verdi e Sinistra di ispirazione ambientalista e socialista democratica.

## Storia

### Elezioni europee del 2019
Inizialmente la Federazione dei Verdi aveva trovato un accordo col movimento Italia in Comune di Federico Pizzarotti per le elezioni europee del 2019, ma successivamente naufraga per la decisione dello stesso Pizzarotti di sfilarsi dall'accordo per correre con +Europa di Emma Bonino. Successivamente i Verdi hanno stretto un accordo elettorale con Possibile di Beatrice Brignone, che ha sottoposto l'alleanza a un voto interno tra i suoi membri agli Stati generali del 1º aprile 2019.
Tuttavia, dopo che un articolo de Il Foglio ha riportato che due candidate della lista (Giuliana Farinaro ed Elvira Maria Vernengo) facevano parte del Fronte Verde (guidato da Vincenzo Galizia, ex leader della sezione giovanile del Movimento Sociale Fiamma Tricolore), Giuseppe Civati ha ritirato a mezzo stampa (seppur non formalmente) la sua candidatura.
Alle elezioni europee del 2019 la lista ottiene il 2,32% dei voti, risultato non sufficiente a superare la soglia di sbarramento del 4% imposta dalla legge elettorale, dove Civati è risultato il candidato più votato della lista con 12.247 preferenze.

### Elezioni amministrative e regionali del 2020
Europa Verde si presenta in molte delle regioni al voto nel 2020, a sostegno dei candidati di centro-sinistra:
- Alle elezioni regionali in Emilia-Romagna la lista di Europa Verde contribuisce alla vittoria di Stefano Bonaccini, raccogliendo 42.156 voti, pari all’1,95% ed eleggendo un consigliere regionale.
- In occasione delle elezioni regionali in Toscana presenta la lista Europa Verde Progressista Civica a sostegno di Eugenio Giani, raccogliendo l'1,7% dei voti e non riuscendo ad eleggere alcun consigliere.
- In Veneto presenta la lista Europa Verde - Lorenzoni Presidente, ottenendo l'1,69% dei voti e un seggio.
- In Puglia presenta la lista Puglia Solidale Verde - insieme a Sinistra Italiana e PSI - a sostegno del governatore uscente Michele Emiliano. La lista raccoglie il 3,8% dei voti, non eleggendo nessun consigliere.
- In Campania presenta la lista Europa Verde Campania - DemoS a sostegno del governatore uscente Vincenzo De Luca, raccogliendo l'1,82% ed eleggendo un consigliere.
- In Liguria presenta la lista Europa Verde - DemoS - Centro Democratico a sostegno di Ferruccio Sansa, raccogliendo l'1,47% dei voti e non eleggendo nessun consigliere.
- Nelle Marche presenta la lista Rinasci Marche - con +Europa e Civici - a sostegno di Maurizio Mangialardi, ottenendo il 2,8% dei voti e un seggio.
- In Valle d'Aosta presenta la lista Progetto Civico Progressista - con Rete Civica e Partito Democratico - che ottiene il 15,7% e 7 seggi, di cui però nessuno al partito.

### Nuove adesioni e Assemblea costituente
Il 12 aprile 2021 l'europarlamentare Eleonora Evi (eletta con il Movimento 5 Stelle) aderisce ad Europa Verde.
Il 10-11 luglio 2021 si svolge l'assemblea costituente, a Chianciano Terme (Siena), che sancisce la nascita come partito col nome ufficiale di Europa Verde - Verdi. Sono stati inoltre eletti Eleonora Evi e Angelo Bonelli alla carica di portavoce, i delegati del consiglio federale nazionale e Marco Boato e Fiorella Zabatta alla carica di presidenti.
Alle elezioni amministrative del 2021 Europa Verde sostiene con una propria lista il candidato del centro-sinistra Roberto Gualtieri a Roma, mentre a Milano appoggia il sindaco uscente Giuseppe Sala, il quale aveva dichiarato la propria adesione al Partito Verde Europeo nel marzo precedente. Alle stesse elezioni il partito elegge 57 consiglieri in diverse città italiane, incluse Roma, Bologna, Napoli e Milano.

### Ingresso in Parlamento e alleanza con Sinistra Italiana
All'inizio del 2022 Europa Verde, in vista dell'elezione del Presidente della Repubblica, sigla un patto di consultazione con Sinistra Italiana, presentato dai leader dei due partiti il 10 gennaio alla Camera.
Il 23 gennaio 2022 i deputati Paolo Romano, Elisa Siragusa e Devis Dori s'iscrivono al partito, mentre il 9 febbraio aderisce anche il deputato Cristian Romaniello, mentre il giorno successivo viene annunciata la costituzione della componente del gruppo misto alla Camera dei deputati "Europa Verde-Verdi Europei".
Il 12 e 13 marzo a Roma si tiene la conferenza programmatica del partito “Italia senza Veleni”. Mentre il 30 dello stesso mese aderisce a EV anche la deputata espulsa del M5S Rosa Menga.
In vista delle elezioni politiche anticipate del 2022 Europa Verde e Sinistra Italiana decidono di allearsi, dopo l’esperimento fatto alle amministrative di giugno, e così il 26 luglio, presso il Caffè della Casa del Cinema a Roma, i co-portavoce dei Verdi Eleonora Evi e Angelo Bonelli e Nicola Fratoianni, segretario di Sinistra Italiana, presentano il simbolo della lista rosso-verde “Alleanza Verdi e Sinistra”.
La lista raccoglierà il 3,63% alla Camera con 12 deputati eletti (6 di Europa Verde, 4 di Sinistra Italiana, 1 del Partito Progressista e 1 indipendente) che formano un proprio gruppo parlamentare e il 3,53% al Senato con 4 senatori eletti (2 di SI, 1 di EV e 1 indipendente) che formano una componente nel gruppo misto nella XIX legislatura.

### Elezioni regionali del 2023 e abbandono di Eleonora Evi
Alle elezioni regionali del 2023 la lista Alleanza Verdi e Sinistra sostiene l'europarlamentare Pierfrancesco Majorino in Lombardia, raccogliendo il 3,2% dei voti ed eleggendo un consigliere regionale, Massimo Moretuzzo in Friuli Venezia-Giulia, raccogliendo il 2,03% ed elegge una consigliera di Sinistra Italiana, e il sindaco di Campobasso M5S Roberto Gravina in Molise, raccogliendo il 4,77% ma non eleggendo nessuno, e il sindaco di Rovereto Francesco Valduga alle elezioni provinciali in Trentino, eleggendo un consigliere per EV, ma nel Lazio si spacca: Europa Verde forma una lista con Possibile e Italia in Comune a sostegno del candidato del Partito Democratico e Azione - Italia Viva Alessio D’Amato, raccogliendo il 2,7% ed elegge uno in quota Sinistra Civica Ecologista, mentre Sinistra Italiana forma una lista a sostegno del candidato del Movimento 5 Stelle Donatella Bianchi.
Il 30 novembre 2023 Eleonora Evi si dimette da co-portavoce del partito e lo abbandona, accusando, in una lettera aperta, il suo contitolare Angelo Bonelli di personalismo, paternalismo e pinkwashing; egli replica che il motivo invece è per divergenze politiche.

### Elezioni regionali ed europee del 2024
Alle elezioni regionali del 2024 AVS si ripresenta unita nella coalizione di centro-sinistra in Sardegna, Abruzzo (con Democrazia Solidale) e Basilicata (con Partito Socialista Italiano e Basilicata Possibile), ottenendo rispettivamente il 4,7% dei voti, eleggendo quattro consiglieri regionali di cui due di Europa Verde, il 3,57%, ottenendo l'elezione di un consigliere regionale in quota Europa Verde, e il 5,79%, eleggendo un consigliere appartenente però al PSI. Alle regionali in Piemonte AVS con il 6,48% è la seconda forza della coalizione, ma i tre eletti sono di SI e Possibile.
Alle elezioni europee invece AVS ottiene il 6,78% dei voti e 6 seggi, aumentando i propri voti di circa mezzo milione di voti rispetto alle elezioni politiche di due anni prima. I 4 eletti di EV (2 indipendenti e 2 iscritti) siederanno nel gruppo dei Greens mentre i 2 di SI in quello dei The Left. Alle amministrative AVS corre unita in diversi comuni e ottiene i migliori risultati a Bergamo e Campobasso (6% e due eletti), a Modena (7% e due eletti), a Firenze (5,4% e tre eletti), a Cagliari (6,7% e tre eletti) e a Sassari (8% e tre eletti).
Tra il 30 novembre e il 1° dicembre si tiene l'assemblea nazionale del partito, svoltasi a Chianciano Terme (Siena), dove Angelo Bonelli viene confermato co-portavoce del partito, dove prefissa l'obiettivo di AVS di arrivare al 10%, e Fiorella Zabatta viene nominata co-portavoce del partito al posto di Eleonora Evi (che ha lasciato il ruolo un anno fa), mentre Marco Boato viene nominato presidente garante.

## Struttura

### Portavoce
- Angelo Bonelli & Eleonora Evi (10 luglio 2021 – 30 novembre 2023)
- Angelo Bonelli (30 novembre 2023 – 30 novembre 2024)[53]
- Angelo Bonelli & Fiorella Zabatta (dal 30 novembre 2024)[52]

### Presidente garante
- Marco Boato (dal 30 novembre 2024)[52]

### Presidente del Consiglio federale
- Marco Boato & Fiorella Zabatta (10 luglio 2021 - 30 novembre 2024)
- Elena Grandi & Filiberto Zaratti (dal 30 novembre 2024)[52]

### Tesoriere
- Francesco Maria Alemanni (dal 10 luglio 2021)

### Comitato etico e scientifico
- Presidente: Sergio Ulgiati
- Coordinatore: Luca Mercalli (da luglio 2021)[54]

### Direzione nazionale

#### (2021-2024)
È composta, oltre che dal co-portavoce, dai co-presidenti e dal tesoriere, da: Luana Zanella, Francesco Emilio Borrelli, Elena Grandi, Filiberto Zaratti, Fulvia Gravame, Gianluca Carrabs, Domenico Lomelo, Sandra Giorgetti, Donato Lettieri, Elisa Romano, Alessandro Ronchi e Maurizia Punginelli. È composta anche dai portavoce dei Giovani Europeisti Verdi Francesca Cucchiara e Luca Boccoli.

#### (2024-)
È composta da: Luana Zanella, Francesco Emilio Borrelli, Elisabetta Patelli, Alessandro Ronchi, Sandra Giorgetti, Gianluca Carrabs, Fulvia Gravame, Giulio Gerli, Antonella Ingianni, Giovanni Mussuto, Annalisa Foco, Domenico Lomelo e Elisa Romano.

### Presidenti dei gruppi parlamentari

#### Camera dei deputati
- 27 ottobre 2022 – in carica: Luana Zanella[55]

#### Senato della Repubblica
- 18 ottobre 2022 – in carica: Aurora Floridia[56][57]

### Organizzazione giovanile
L'organizzazione giovanile di Europa Verde è costituita dai Giovani Europeisti Verdi, i cui portavoce sono Francesca Cucchiara e Luca Boccoli, ed è membro della Federazione dei Giovani Verdi Europei.

## Nelle istituzioni

### Camera dei deputati
Gruppo Alleanza Verdi e Sinistra
| XIX legislatura |
| --------------- |
| 5 deputati      |

- Angelo Bonelli (Europa Verde)
- Francesco Emilio Borrelli (Europa Verde)
- Devis Dori (Europa Verde)
- Luana Zanella (Europa Verde) – Presidente del gruppo
- Filiberto Zaratti (Europa Verde)

### Senato della Repubblica
Gruppo misto componente Alleanza Verdi e Sinistra
| XIX legislatura |
| --------------- |
| 1 senatore      |

- Aurora Floridia (Europa Verde) – Vicepresidente del gruppo misto

### Parlamento Europeo
Verdi/Ale
- Ignazio Marino (indipendente)
- Cristina Guarda
- Benedetta Scuderi
- Leoluca Orlando (indipendente)

## Assemblee nazionali
- Assemblea costituente - Non c'è un pianeta B - Chianciano Terme (Siena) - 10-11 luglio 2021[61]
- Assemblea nazionale 2024 - Terra di Pace - Chianciano Terme (Siena) - 30 novembre-1º dicembre 2024[62]

## Simbologia

Logo del partito politico

## Risultati elettorali
| Elezione       | Elezione     | Voti                         | %                            | Seggi   |
| -------------- | ------------ | ---------------------------- | ---------------------------- | ------- |
| Europee 2019   | Europee 2019 | 621.492                      | 2,32                         | 0 / 76  |
| Politiche 2022 | Camera       | In Alleanza Verdi e Sinistra | In Alleanza Verdi e Sinistra | 6 / 400 |
| Politiche 2022 | Senato       | In Alleanza Verdi e Sinistra | In Alleanza Verdi e Sinistra | 1 / 200 |
| Europee 2024   | Europee 2024 | In Alleanza Verdi e Sinistra | In Alleanza Verdi e Sinistra | 4 / 76  |

Elezioni europee del 2019